# 올리비에 달롤리오
올리비에 달롤리오(프랑스어: Olivier Dall'Oglio, 1964년 5월 16일 ~ )는 프랑스의 전 축구 선수 및 현 지도자이다. 선수 시절 수비수로 활약하였다.